# Геральдические фигуры
Геральди́ческие фигу́ры — основополагающие гербовые фигуры. Разделяются на почётные и простые.
К почётным геральдическим фигурам относятся: глава, столб, пояс, перевязь, крест, стропило, кайма, оконечность, костыль и вольная четверть.
Почётная геральдическая фигура, как правило, занимает третью часть площади щита. В описании герба данная фигура провозглашается первой, непосредственно после упоминания щита.
- Сверху щита — глава (фр. chef) шириной в 2/7 щита.
- Посреди щита горизонтально — пояс (фр. fasce); два узких пояска; поясок
- Линия, соединяющая боковые кромки щита на высоте, равной 2/7 ширины щита — оконечность (фр. champagne). Нижняя кромка оконечности совпадает с нижней кромкой щита.
- Вертикально — столб (фр. pal); узкие столбы; если столб отнесен к правой или левой стороне щита, он называется край (фр. flanc)
- Наискосок — перевязь справа (фр. bande); три узкие перевязи справа; тонкая перевязь справа; перевязь слева (фр. barre); две узкие перевязи слева
- В виде буквы Л (перевёрнутой V) — стропило (фр. chevron); три узких стропила
- Кресты: прямой крест (фр. croix); прямой узкий крест; косой крест (фр. sautoir); узкий косой крест (андреевский); вилообразный крест (фр. pairle); узкий вилообразный крест
- Кайма (фр. bordure) — окаймление вокруг края щита. В испанской и португальской геральдике включает в себя уменьшенные щиты близких родственников. Также см. бризуры.
- Костыль (фр. chef-pal) — комбинация столба и главы

глава
столб
правый край
левый край
оконечность
пояс
правая перевязь
левая перевязь
стропило
кайма
простой крест
косой крест
вилообразный крест
опрокинутый вилообразный крест
костыль
вольная четверть

Как все первоначальные деления отождествляются с вооружением и щитом рыцаря, так и для каждой из второстепенных, более сложных геральдических фигур отыскивают основание в том же источнике, а именно: столб представляет копьё рыцаря, перевязь — его перевязь, пояс — шарф, крест — меч, стропило — сапоги, а кайма и щиток — кольчугу и броню.
Гербовые фигуры, которые не относятся к геральдическим, называются негеральдическими.